# Miłek syberyjski
Miłek syberyjski (Adonis sibirica) – gatunek roślin z rodziny jaskrowatych (Ranunculaceae), rosnący na Syberii. Działanie lecznicze i zastosowanie takie samo jak miłek wiosenny, tyle że słabsze.